# سارة كارمايكل هاريل
سارة كارمايكل هاريل (بالإنجليزية: Sarah Carmichael Harrell)‏ هي كاتِبة أمريكية، ولدت في 8 يناير 1844 في أورورا في الولايات المتحدة، وتوفيت في 1929 في نيويورك في الولايات المتحدة.